# 阮伯卓

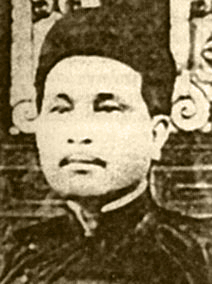
阮伯卓

阮伯卓（越南语：／；1881年—1945年），號焦斗（越南语：／），是越南近代詩人、文學家、漢學家、翻譯家和官員。

## 生平
阮伯卓是廣南省奠磐府仙福縣保安社（今屬奠磐市社）人，嗣德三十四年（1881年）出生。早年在家鄉學習儒學。成泰十八年（1906年），離開廣南，前往順化參加承天場鄉試，考中舉人。維新二年（1908年），追隨黃叔沆參加中圻民變，被阮廷剝奪舉人身份。次年（1909年）四月，經暹羅前往香港，在羅馬學堂就讀半年，年底離開香港經上海去日本，一個月後返回上海，入讀桂林軍校。畢業後在北京報館任職。後又遊歷中國各地。維新七年（1913年）七月，阮伯卓涉嫌於1912年在香港殺害殖民政府暗探，被河內案座缺席判處死刑。維新八年（1914年），由廣州回國投案，殖民政府改判他無罪，並移文阮廷，取消1908年對他的判罰。
啟定二年（1917年），阮伯卓和范瓊共同創辦《南風雜誌》，擔任漢文主編，經常撰寫發表社論、時評、翻譯和文學作品。1919年5月，被阮朝任命為佐理学部事务，加鸿胪寺卿衔，7月辭去漢文主筆一職，但仍然繼續為《南風雜誌》撰寫稿件。
启定八年（1923年）正月升授光禄寺卿，仍任佐理学部事务。保大元年（1925年），升兵部侍郎。保大三年（1928年），出為平定布政使。保大六年（1931年），升任廣義巡撫，兩年後升總督銜，仍領廣義巡撫。保大八年閏六月十日（1933年8月1日），改任清化總督。後又改任平定總督。
啟定十年（1925年）十二月，潘佩珠被殖民政府釋放後，長期軟禁在阮伯卓家裏。在這期間，阮伯卓和潘佩珠共同創作和翻譯了許多漢文小說，成為了越南漢文小說的殿軍。和傳統的漢文小說不同，阮伯卓創作的這批小說語言白話化，有分段和斷句，有些也有新式標點，創作手法也深受西方小說的影響。
1945年8月，越盟發動八月革命，保大帝退位。阮伯卓因為保皇親法被越盟逮捕，關入監獄，隨後被越盟處決，時年65歲。

## 作品
阮伯卓作為《南風雜誌》主筆，發表了大量的議論文章，在順化任職擔任古學院編修期間，與人合編《人物姓氏考》、《古學院書籍守冊》、《皇越甲子年表》等書。